# Christopher Hibbert
Christopher Hibbert MC (5 de marzo de 1924-21 de diciembre de 2008), cuyo nombre de nacimiento era Arthur Raymond Hibbert, fue un escritor, historiador y biógrafo inglés. Ha sido llamado «la perla de los biógrafos» (New Statesman) y «probablemente el historiador popular más leído de nuestro tiempo y sin duda uno de los más prolíficos» (The Times). Fue miembro de la Royal Society of Literature (en español: Real Sociedad de Literatura) y autor de numerosos libros, incluyendo The Story of England, Disraeli, Edward VII, George IV, The Rise and Fall of the House of Medici y Cavaliers and Roundheads.

## Vida y carrera
Arthur Raymond Hibbert nació en Enderby, Leicestershire, el 5 de marzo de 1924, sus padres fueron el presbítero H. V. Hibbert y su esposa Maude. Estudió en Radley College y posteriormente en el Oriel College de la Universidad de Oxford, donde obtuvo los grados de  Bachelor of Arts y luego Master of Arts. Dejó el Oriel College para enrolarse en el ejército, donde un sargento mayor le llamaba Christopher Robin, debido a su aspecto juvenil. El nombre «Christopher» permanecería para la posteridad. 
Hibbert sirvió como oficial de infantería en el regimiento de los London Irish Rifles en Italia durante la Segunda Guerra Mundial y alcanzó el rango de capitán. Fue herido dos veces y galardonado con la Cruz militar en 1945. Más adelante se convirtió en asistente personal del general Alan Duff. De 1945 a 1959 fue socio de una firma de administradores de fincas y subastadores.
Comenzó su carrera como escritor en 1957. Fue galardonado con el premio Heinemann de literatura en 1962 por The Destruction of Lord Raglan y la Medalla McColvin de la Asociación de bibliotecarios en 1989. Fue miembro de la Royal Society of Literature y de la Royal Geographical Society y fue galardonado con un doctorado honoris causa de literatura por la Universidad de Leicester. También fue miembro del Army and Navy Club y el Garrick Club.
Vivió en Henley-on-Thames, Oxfordshire, se casó con Susan Piggford y tuvo tres hijos: Kate Hibbert, única hija mujer y su albacea literaria; James Hibbert, escritor de televisión; y Tom Hibbert, periodista musical. Murió de bronconeumonía a la edad de 84 años el 21 de diciembre de 2008. Fue incinerado después de una ceremonia en Oxford el 2 de enero de 2009.

## Obra
- The Road to Tyburn (1957)
- King Mob (1958)
- Wolfe at Quebec (1959)
- Corunna (1961)
- The Destruction of Lord Raglan (1961)
- Benito Mussolini (1962)
- The Roots of Evil: A Social History of Crime and Punishment (1963)
- Agincourt (1964)
- The Court at Windsor (1964)
- Garibaldi and his enemies (1965)
- The Making of Charles Dickens (1967)
- Waterloo (1967)
- London, the Biography of a City (1969)
- Charles I (1968)
- The Search for King Arthur (1969)
- The Dragon Wakes (1970)
- The Personal History of Samuel Johnson (1971)
- The Story of England (1994)
- Tower of London (1971)
- George IV (1972)
- The House of Medici: Its Rise and Fall (1975)
- Edward VII: A Portrait (1976)
- The Great Mutiny: India, 1857 (1978)
- The French Revolution (1980)
- Africa Explored (1982)
- The London Encyclopaedia con Ben Weinreb (1983)
- Rome, the Biography of a City (1985)
- The English: A Social History (1987)
- The Encyclopaedia of Oxford (1988)
- Redcoats and Rebels (1990)
- The Virgin Queen: Elizabeth I, Genius of the Golden Age (1991)
- Florence: Biography of a City (1993)
- Cavaliers & Roundheads: The English Civil War, 1642–1649 (1993)
- The Story of England (1994)
- Nelson: A Personal History (1994)
- Wellington: A Personal History (1997)
- George III: A Personal History (1998)
- Queen Victoria: A Personal History (2000)
- The Marlboroughs (2001)
- Napoleon: His Wives and Women (2002)
- Disraeli: A Personal History (2004)
- Disraeli: The Victorian Dandy Who Became Prime Minister (2006)
- The Borgias and Their Enemies: 1431–1519 (2009)